# Maximiliano Vivot
Maximiliano Vivot (Concepción del Uruguay, Provincia de Entre Ríos, 14 de noviembre de 1991) es un piloto argentino de automovilismo de velocidad. Iniciado en el ambiente del karting, desarrolló su carrera deportiva compitiendo a nivel nacional en categorías de monoplazas y turismos.
Debutó profesionalmente en el año 2009, incursionando en la Fórmula Metropolitana, dando el salto al año siguiente al ámbito de los turismos. En ese sentido, compitió en las divisiones inferiores TC Pista Mouras y TC Mouras de la Asociación Corredores de Turismo Carretera y tuvo también participaciones en la divisional Series de la Top Race.
En la divisional TC Mouras, debutó en el año 2010 al comando de un Ford Falcon, haciendo un paréntesis entre los años 2011 y 2012. En ese período, fue director deportivo del equipo CRG de Karting. Tras esta experiencias, en 2013 retornó compitiendo en el TC Pista Mouras al comando de un Chevrolet Chevy, modelo con el que compitió hasta el año 2015, en el que obtuvo su ascenso para retornar a la divisional TC Mouras, donde reincursionó en el año 2016 y se consagró subcampeón en 2017.

## Biografía

### Inicios
Nacido en la localidad de Concepción del Uruguay, sus inicios tuvieron lugar en el Karting zonal, donde debutó en el año 1996 en la categoría “Escuela” del Karting Zonal de Concepción del Uruguay. En el año 2000 obtuvo el ascenso a la Categoría Promocional de Karting, donde pudo consagrarse subcampeón en su temporada debut. En el año 2001 obtuvo su primer título en la especialidad al consagrarse campeón en la Categoría Promocional del "Zonal del Río Paraná" y en la misma categoría del "Zonal de María Grande". A todo esto, complementó su palmarés con el subcampeonato del Provincial Entrerriano. 
En el año 2002, debutó en la categoría 55 cm³ Del Campeonato de Karting Santafesino, obteniendo nuevos títulos en el año 2003 al quedarse con el subcampeonato de esa categoría y con el título en la categoría 50 cm³. Al mismo tiempo, volvió a competir en el Zonal del Río Paraná, quedándose con el subcampeonato. 
En 2004 emigró a la Provincia de Buenos Aires, donde continuó su derrotero en las categorías "Pre Junior" de los Campeonatos ProKart y Kart Argentino, logrando el título en ambas categorías dentro de la escuadra CRG. En 2005, obtuvo el ascenso a las divisionales "Junior" de ambos campeonatos, repitiendo el título en el ProKart y alcanzando el subcampeonato en el Kart Argentino. En 2006, a la par de su incursión en el Kart Argentino, participó del campeonato Panamericano de Karting en Florianópolis, Brasil, obteniendo el subcampeonato en ambos torneos.
En 2007 Vivot participó del Campeonato Bonaerense, donde ascendió a la categoría "Sudam". Al mismo tiempo, participa nuevamente del Panamericano disputado en Buenos Aires y se conquista el título en el Campeonato Argentino de Karting, logrando además el pasaporte para competir en Sao Paulo. En 2008, vuelve a competir en el Panamericano, logrando finalmente el título en el circuito Del Pinar en Montevideo. Al mismo tiempo continuó compitiendo en el Campeonato Argentino y obtuvo una invitación del Automóvil Club Uruguayo, para representar a ese país en Alcañir, España. Finalmente, su campaña en el karting se cerró en el año 2009, donde obtuvo el título del Campeonato de Campeones, disputado en el trazado de Fray Bentos, Uruguay.

### Carrera profesional
Tras su paso por el karting, en 2009 inició su carrera profesional dentro de la Fórmula Metropolitana, donde desarrolló el campeonato completo, alternando entre las escuderías Ramini y Castro Racing. En su única temporada en monoplazas, Vivot cerró el campeonato en la sexta ubicación. Este resultado le permitió ascender en el año 2010 a la divisional de turismos TC Mouras, donde debutó compitiendo al comando de un Ford Falcon del equipo DC Performance, pero solo alcanzó a disputar tres fechas. Esta situación llevó al piloto a decidir alejarse de la actividad de forma momentánea, centrando sus esfuerzos en conseguir apoyo económico para reiniciarse. De esta manera, entre 2011 y 2012 ejerció el cargo de director deportivo del equipo oficial de karting CRG, trabajando en favor de lograr el objetivo de retornar a las pistas.
Tras ese paréntesis de dos años, en 2013 anunció su retorno a la actividad, debutando en la divisional TC Pista Mouras, formando parte del equipo liderado por Javier Balzano y Juan José Tártara.  Esta temporada volvió a ser irregular, ya que tras haber disputado 6 fechas volvió a efectuar un paréntesis retornando en la fecha 10, hasta el final del torneo. En esta misma temporada, fue citado en la última fecha del campeonato de la Top Race Series por el equipo ABH Sport, confiándole la conducción de una unidad Ford Mondeo III.
En el año 2014, Vivot emigra al equipo Las Toscas Racing, donde nuevamente le fue confiada la conducción de una unidad Chevrolet Chevy. A partir de allí, comenzó a identificarse con esta marca y a participar dentro de este equipo, con el cual alcanzó la tercera colocación del campeonato en la temporada 2015, lo que le valió el ascenso y al mismo tiempo, el retorno a la divisional TC Mouras.

## Trayectoria
| Año       | Categoría                           | Marca           |
| --------- | ----------------------------------- | --------------- |
| 1996-2009 | Piloto de karts                     | Karting         |
| 2009      | Debut en Fórmula Metropolitana      | Crespi-Renault  |
| 2010      | Debut en TC Mouras, 3 carreras      | Ford Falcon     |
| 2013      | Debut en TC Pista Mouras            | Chevrolet Chevy |
| 2013      | Debut en Top Race Series, 1 carrera | Ford Mondeo III |
| 2014      | TC Pista Mouras                     | Chevrolet Chevy |
| 2015      | TC Pista Mouras                     | Chevrolet Chevy |
| 2016      | TC Mouras                           | Chevrolet Chevy |
| 2017      | Subcampeón de TC Mouras             | Chevrolet Chevy |
| 2018      | TC Mouras                           | Chevrolet Chevy |
| 2019      | TC Mouras                           | Chevrolet Chevy |
| 2020      | TC Mouras                           | Chevrolet Chevy |
| 2021      | TC Mouras                           | Chevrolet Chevy |

- [9]

## Resultados

### Resultados completos TC Pista Mouras
| Año                 | Año             | Fechas                                                            | Fechas | Fechas | Fechas | Fechas | Fechas | Fechas | Fechas | Fechas | Fechas | Fechas | Fechas | Fechas | Fechas | Posición Final      |
| Equipos             | Automóvil       | Fechas                                                            | Fechas | Fechas | Fechas | Fechas | Fechas | Fechas | Fechas | Fechas | Fechas | Fechas | Fechas | Fechas | Fechas | Posición Final      |
| ------------------- | --------------- | ----------------------------------------------------------------- | ------ | ------ | ------ | ------ | ------ | ------ | ------ | ------ | ------ | ------ | ------ | ------ | ------ | ------------------- |
| 2013                | 2013            | 01                                                                | 02     | 03     | 04     | 05     | 06     | 07     | 08     | 09     | 10     | 11     | 12     | 13     | 14     | 18º (215.50 puntos) |
| Balzano Racing Team | Chevrolet Chevy | 16                                                                | 13     | 17     | 8º     | 22     | 11     | NP     | NP     | NP     |        |        |        |        |        | 18º (215.50 puntos) |
| Taborda Sport       | Chevrolet Chevy |                                                                   |        |        |        |        |        | NP     | NP     | NP     | 17     | 13     | SV     | 25     | 12     | 18º (215.50 puntos) |
|                     |                 |                                                                   |        |        |        |        |        |        |        |        |        |        |        |        |        |                     |
| 2014                | 2014            | [[Archivo:\|20x20px\|border\|Bandera del Partido de La Costa]] 01 | 02     | 03     | 04     | 05     | 06     | 07     | 08     | 09     | 10     | 11     | 12     | 13     | 14     | 15º (246.00 puntos) |
| IDI Motorsport      | Chevrolet Chevy | 10                                                                | 31     | NP     | NP     | 16     | Ex.    |        |        |        |        |        |        |        |        | 15º (246.00 puntos) |
| Las Toscas Racing   | Chevrolet Chevy |                                                                   |        |        |        |        |        | 23     | 11     | 14     | 6º     | 8º     | 7º     | 29     | 3º     | 15º (246.00 puntos) |
|                     |                 |                                                                   |        |        |        |        |        |        |        |        |        |        |        |        |        |                     |
| 2015                | 2015            | [[Archivo:\|20x20px\|border\|Bandera del Partido de La Costa]] 01 | 02     | 03     | 04     | 05     | 06     | 07     | 08     | 09     | 10     | 11     | 12     | 13     | 14     | 3º (456.00 puntos)  |
| Las Toscas Racing   | Chevrolet Chevy | 2º                                                                | 2º     | 1º     | 4º     | 4º     | 4º     | 13     | 5º     | 4º     | 2º     | 17     | 13     | 1º     | 5º     | 3º (456.00 puntos)  |

### Resultados completos TC Mouras
| Año               | Año             | Fechas | Fechas | Fechas | Fechas | Fechas | Fechas | Fechas | Fechas | Fechas | Fechas | Fechas | Fechas | Fechas | Fechas | Fechas | Posición Final     |
| Equipos           | Automóvil       | Fechas | Fechas | Fechas | Fechas | Fechas | Fechas | Fechas | Fechas | Fechas | Fechas | Fechas | Fechas | Fechas | Fechas | Fechas | Posición Final     |
| ----------------- | --------------- | ------ | ------ | ------ | ------ | ------ | ------ | ------ | ------ | ------ | ------ | ------ | ------ | ------ | ------ | ------ | ------------------ |
| 2010              | 2010            | 01     | 02     | 03     | 04     | 05     | 06     | 07     | 08     | 09     | 10     | 11     | 02     | 13     | 14     |        | 35 (14.75 puntos)  |
| DC Performance    | Ford Falcon     | 23     | 21     | 21     | NP     | NP     | NP     | NP     | NP     | NP     | NP     | NP     | NP     | NP     | NP     |        | 35 (14.75 puntos)  |
|                   |                 |        |        |        |        |        |        |        |        |        |        |        |        |        |        |        |                    |
| 2016              | 2016            | 01     | 02     | 03     | 04     | 05     | 06     | 07     | 08     | 09     | 10     | 11     | 12     | 13     | 14     | 15     | 11 (437.75 puntos) |
| Las Toscas Racing | Chevrolet Chevy | 10     | 2º     | 18     | 8º     | 8º     | 16     | 11     | 19     | 6º     | 1º     | 12     | 15     | 24     | 21     | 9º     | 11 (437.75 puntos) |
|                   |                 |        |        |        |        |        |        |        |        |        |        |        |        |        |        |        |                    |

## Palmarés
| Título     | Categoría | Marca           | Año  |
| ---------- | --------- | --------------- | ---- |
| Subcampeón | TC Mouras | Chevrolet Chevy | 2017 |